# 八番罗甸
八番罗甸是中国元朝时，对今贵州省一带各土著民族地区的统称。由八番和罗甸两个区域组成。
八番指分布在今贵阳市南部一带的独立部落。宋代开始见于史书，称为五姓蕃或西南七蕃，依宋制于辖境各置地方政府。元世祖至元十六年（1279年），南宁州卧尤番等八个部落投降元军，号称“西南八番”。元保留原有建置名称，皆置安抚司，以土官为使。自后八番已成为这些番部的通称。
罗甸亦作罗殿，指自唐朝末年崛起于贵州西部的罗甸国，大理国称为普里，兀良合台平大理时降元，改为普定府。至正十六年与八番合设八番罗甸宣慰司。